# Chaguaramal
Chaguaramal es un pueblo venezolano del municipio Piar, el cual está integrado por siete parroquias: Aparicio, Aragua, Chaguaramal, El Pinto, Guanaguana, La Toscana y Taguaya, situados en el estado monagas, Chaguaramal es un pueblo heroico, cuna de héroes, donde nació Juana Ramírez en el año 1790 más conocida en la Historia de Venezuela por el sobrenombre de «La Avanzadora», fue una militar y heroína de la guerra de independencia de Venezuela, como también en Chaguaramal nació Leonardo Infante: fue un combatiente de la independencia de Latinoamericana, conocido vulgarmente con el nombre de «el Negro Infante».
Chaguaramal Está localizado en el oriente de Venezuela, específicamente en el estado monagas. Posee una vegetación de bosque seco tropical, con temperaturas promedio anuales de 23,7 °C aproximadamente. también es uno de los pueblos más importante en el ámbito petrolero ya que en dicha zona existen taladros y perforaciones petroleras, empresas como (CNPC Services Venezuela LTD), (PDVSA),(ZARANDAS) C. A. etc, que están o han invertido millones de dólares en terrenos de chaguaramal para los procesos de perforaciones petroleras.
Sus habitantes son personas trabajadoras y de buen genio siempre buscando el bien para todos chaguaramal es uno de los pueblos más poblado de la zona que consta con una variedad de instituciones entre ellos: medicatura, escuela, liceo, preescolar, prefectura, simoncitos comunitarios, puestos de la GNB (temporales), biblioteca, ambulatorio de CDI, etc.

## Datos de Chaguaramal
- Población: 8.789 (cifra des-actualizada) habitantes.
- Gentilicio: Chaguaramalero.
- Moneda: Bolívar fuerte.
- Economía : Agricultura, comercio y Turismo.
- huso horario: (GMT -4:30)
- código telefónico: 0292
- código postal: 6101.
- coordenadas:10°39'58.36"N 62°9'11.34" W
- Idioma Oficial: Español.
- Alcaldesa: Mariangelys Tillero.
- Santo Patrones : "Santa Teresa de Jesús" y "San Jose"
- comercios comunes: comercios de comida chatarra, licores, librerías, ferreterías, restaurantes, cyber, supermercados, carnicerias, verduderias, papelerías, loterías, artesanías, panaderías, areperas y muchos otros comercios parte de ellos (no formales).

## Geografía
chaguaramal ocupa una planicie llanera en la mayor parte de su territorio. La costa del Golfo de Paria es cenagosa por su cercanía a la desembocadura del río Orinoco. La vegetación es de bosque seco tropical características propias del territorio, con temperaturas entre 27 °C y 28 °C y una precipitación promedio al año de 1.298 mm.

## Ámbito Geográfico
- Norte: serranía Península de Paria.
- Sur: el Golfo de Paria.
- Este: carretera hacia Rio Grande.
- Oeste: carretera hacia Rio Salado.

- Datos: Q2947587